# Bannino da Polenta
Bannino (o Bandino) da Polenta (... – Ravenna, 9 marzo 1325) è stato un nobile italiano, signore di Cervia dal 1313 fino alla morte (1326).

## Biografia
Settimo figlio di Guido da Polenta, nel 1313 successe al fratello Bernardino come Signore di Cervia. Il figlio di Bernardino, Ostasio I, che aveva già preso il potere a Ravenna nel 1322, uccise Bannino e suo figlio Guido nel 1325, conquistando anche la signoria di Cervia.

## Discendenza
Bannino ebbe due figli:
- Guido (?-1326)
- Ligarda